# Ferécides de Leros
Ferécides de Leros (c. 450 - 400 a. C.) foi um mitógrafo grego. Provém da ilha de Leros. Viveu a maior parte de sua vida em Atenas e por isso também ficou conhecido como Ferécides de Atenas. Segundo Eratóstenes, citado por Diógenes Laércio, Ferécides era um ateniense e um genealogista e não devia ser confundido com Ferécides de Siro.
Segundo J. G. Frazer, tradutor da Biblioteca (atribuída a Apolodoro) para o inglês, Ferécides de Leros foi a principal fonte dessa obra. 